# Prix de la plus grande France
Le prix de la plus grande France est un prix de littérature exceptionnel décerné uniquement en 1939 par l’Académie française.

## Liste des lauréats
- Paul Bourdarie
- Jean Calvet pour La Littérature religieuse de saint François de Sales à Fénelon